# Romano H. Zölss
Romano H. Zölss (* 1940 in Wien als Roman H. Zölss; † 10. Dezember 2016) war ein österreichischer Orgel- und Tamburicabauer.

## Leben
Romano H. Zölss wurde im Jahre 1940 in Wien geboren. Nach den Luftangriffen auf Wien während des Zweiten Weltkrieges floh er mit seinen Eltern zuerst auf einen Bauernhof nach Oberösterreich, ehe sich die Familie wieder in Wien niederließ. 1957 maturierte er am Gymnasium Stubenbastei im 1. Wiener Gemeindebezirk Innere Stadt. Danach begann er ein Studium der Elektrotechnik, das er nach vier Semestern abbrach.
Nachdem er verschiedene Berufe ausgeübt hatte, entschied sich Zölss Ende der 1960er Jahre Orgelbaumeister zu werden. Nach dem Erhalt des Meisterbriefes zog er ins Burgenland und gründete 1971 in Frankenau, seit ebendiesem Jahr ein Ortsteil von Frankenau-Unterpullendorf, eine Orgelwerkstatt. Bereits ab der Anfangszeit wurden bei ihm regelmäßig Orgelrestaurierungen in Auftrag gegeben. So restaurierte er unter anderem im Jahre 1973 die aus dem Jahre 1757 stammende Orgel der Pfarrkirche Wimpassing an der Leitha und die aus etwa 1780 stammende Orgel in der Pfarrkirche Hornstein, die er auch 2000 ein weiteres Mal restaurierte. Neben der Reparatur und dem Bau von Orgeln beschäftigte er sich vor allem in der Anfangszeit auch mit anderen Instrumenten wie dem Spinett, dem Zink oder diversen Arten von Flöten.
1977 restaurierte er unter anderem die von Johann Rath aus Ödenburg im Jahre 1762 errichtete Orgel in der Basilika Maria Loretto im Burgenland. Im Jahre 1990 führte Zölss Restaurierungsarbeiten an der aus dem 18. Jahrhundert stammenden Orgel der Pfarrkirche Breitenbrunn durch. Ein Jahrzehnt später restaurierte er auch die von Jacob Deutschmann im Jahre 1819 errichtete Orgel in der Pfarrkirche Winden am See. Ebenfalls im Jahr 2000 schuf er – nach eigener Aussage – nach einjähriger Recherche die erste im Burgenland gebaute Tamburica, die am 1. März 2000 erstmals gespielt wurde. Seine Recherchen führten ihn durch Österreich und nach Kroatien, wo er an diversen Ausbildungsstätten und von verschiedenen Meistern lernte. Danach trat er vermehrt auch als Tamburicabauer in Erscheinung, wobei er angab für den Bau eines Instrumentes etwa einen Monat zu benötigen.
Weitere Orgeln, an denen Zölss Restaurierungs- oder Reparaturarbeiten durchgeführt hat, sind die Orgeln der Filialkirche Rumpersdorf (1972), der Gustav-Adolf-Kirche in Wien-Mariahilf (ab 1976), der Pfarrkirche Deutsch Schützen (1976), der Burgkapelle der Burg Schlaining in Stadtschlaining (1981), der Pfarrkirche Münsteuer (1990/91), der Katholischen Pfarrkirche Großpetersdorf (1992), der Filialkirche St. Johann am Kirchberg (1992), der Katholischen Pfarrkirche Stadtschlaining (1993), der Evangelischen Pfarrkirche Unterschützen (1993), der Filialkirche hl. Nikolaus in Torren (1994), der Katholischen Pfarrkirche Bernstein im Burgenland (1997), der Katholischen Pfarrkirche Gasen (1998), oder der Filialkirche St. Lorenzen am Autersberg (2011).
In den Jahren 1973/1974 wurde Zölss betreffend der Restaurierung der Orgel in der Asperner Martinskirche kontaktiert, jedoch aufgrund eines überhöhten Preises beim Kostenvoranschlag nicht mit der Restaurierung beauftragt.
Zölss war mehrfach an Symposien beteiligt; unter anderem im Jahre 2003, als er in Großwarasdorf über Die Tamburizza aus der Sicht des Musikinstrumentenbauers sprach.
Im Jahre 1988 gründete der ebenfalls in Frankenau ansässige Josef Weidlinger den Chor-Tamburica-Frankenau (Zbor-Tamburica-Frakanava) unter dem Namen Mišani zbor Frakanava. Zölss war eines der frühen Mitglieder dieses Vereins und übernahm in den 1990er Jahren auch dessen Leitung als Dirigent. Die Leitung gab er im Laufe der Jahre einige Mal ab, kehrte aber immer wieder an die Spitze des Musikvereins zurück.
Zu seinen Freunden zählte unter anderem der Schriftsteller, Hörspielautor, Lyriker, Maler und Übersetzer aus dem Tschechischen Jan Rys (1931–1986).
Ab etwa 1998 bis kurz vor seinem Tod spielte Zölss in der Weltmusik-Gruppierung farstejstu, benannt nach einem jiddischen Lied, wo er vor allem auf dem Kontrabass spielte. Der Gruppe gehörte auch der aus dem Burgenland stammende Keramiker Peter Alten an. Einst gehörte er auch zu den frühen Mitgliedern der Camerata Pannonica, einem internationalen Kammerorchester, das sich als das erste burgenländische Ensemble für Renaissancemusik versteht und deren Initiator er war. Des Weiteren war aktives und leitendes Mitglied verschiedener Musikvereine.
Im Jahre 2003 trat Zölss in den Ruhestand. Am 10. Dezember 2016 starb der fließend Burgenlandkroatisch sprechende Zölss nach langer schwerer Krankheit im Alter von 76 Jahren. Neben Burgenlandkroatisch und seiner Muttersprache Deutsch beherrschte er unter anderem auch Italienisch, Französisch, Russisch, sowie Kroatisch und hatte Jiddisch-Grundkenntnisse. Auch Ulrich Aschermann arbeitete als Orgelbauer von 1988 bis 1991 bei Romano Zölss.

## Restaurierungen (Auswahl)
| Jahr    | Ort                            | Gebäude                                        | Bild | Manuale | Register | Bemerkungen                                                                                 |
| ------- | ------------------------------ | ---------------------------------------------- | ---- | ------- | -------- | ------------------------------------------------------------------------------------------- |
| 1972    | Deutsch Schützen-Eisenberg     | Pfarrkirche Deutsch Schützen                   |      | I/P     | 12       | Restaurierung der Orgel von Franz Ullmann aus 1853                                          |
| 1977    | Wimpassing an der Leitha       | Pfarrkirche Wimpassing an der Leitha           |      | I/P     | 8        | Restaurierung der Orgel aus 1757                                                            |
| 1977    | Loretto (Burgenland)           | Basilika Maria Loretto im Burgenland           |      | I/P     | 10       | Restaurierung der Orgel von Johann Rath aus 1761                                            |
| 1982    | Obritz                         | Pfarrkirche Obritz                             |      | I/P     | 10       | Restaurierung der Orgel von Josef Loyp aus 1849                                             |
| 1985    | Purbach am Neusiedlersee       | Pfarrkirche Purbach am Neusiedler See          |      | I/P     | 10       | Restaurierung der Orgel von Johann Rath aus 1766                                            |
| 1986    | Unterfrauenhaid                | Pfarr- und Wallfahrtskirche Unterfrauenhaid    |      | I/P     | 8        | Restaurierung der Orgel von Philipp König aus 1839                                          |
| 1990    | Breitenbrunn am Neusiedler See | Pfarrkirche Breitenbrunn                       |      | I/P     | 9        | Restaurierung der Orgel aus 1790                                                            |
| 1990/91 | Reichersberg                   | Pfarrkirche Münsteuer                          |      | I/P     | 8        | Restaurierung der Orgel von Johann Christoph Egedacher aus 1712                             |
| 1993    | Unterschützen                  | Evangelische Pfarrkirche Unterschützen         |      | I/P     | 11       | Restaurierung der Orgel von Friedrich Werner aus 1870                                       |
| 1993    | Stadtschlaining                | Katholische Pfarrkirche Stadtschlaining        |      | I/P     | 9        | Restaurierung der Orgel von Johann Jakob Jetter aus 1777                                    |
| 1994    | Maria Lankowitz                | Filialkirche St. Johann am Kirchberg           |      | I/P     | 9        | Restaurierung                                                                               |
| 1994    | Torren                         | Filialkirche hl. Nikolaus in Torren            |      | I       | 5        | Restaurierung des Orgelpositivs von Leopold Rotenburger vor 1627                            |
| 1997    | Bernstein (Burgenland)         | Katholische Pfarrkirche Bernstein (Burgenland) |      | I/P     | 7        | Restaurierung der Orgel von Sandor Peppert aus 1912, erweitert 1930 von Johann M. Kauffmann |